# The Enid

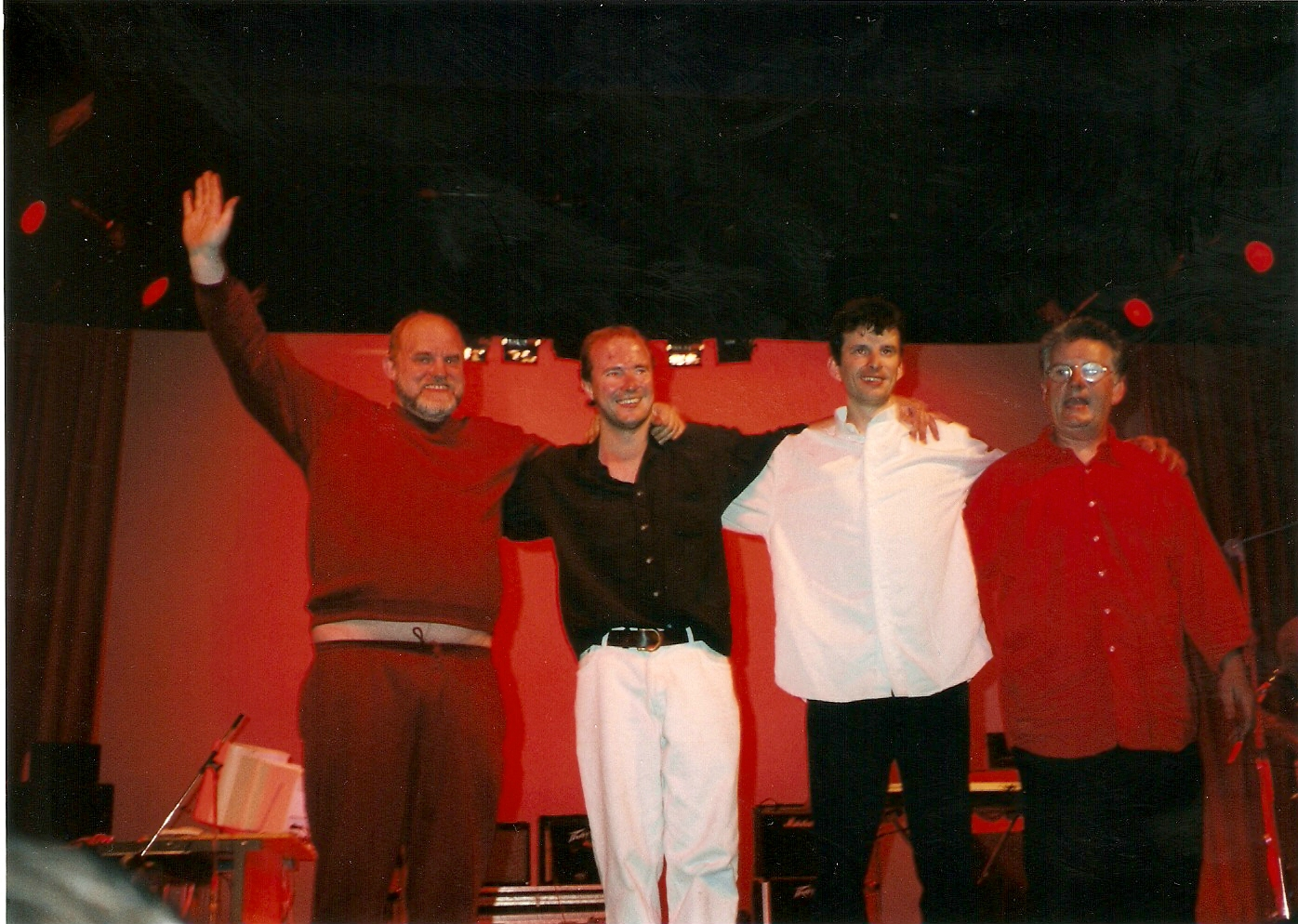
The Enid, 1998

The Enid ist eine britische Rockband, die 1974 gegründet wurde und mit Unterbrechungen bis heute (2013) besteht. Sie werden dem Progressive Rock zugerechnet.

## Geschichte
The Enid wurde 1974 von Robert John Godfrey, Stephen Stewart und Francis Lickerish gegründet. Im Laufe der Zeit gab es etliche Umbesetzungen, wobei Godfrey als einziges ständiges Mitglied in allen Besetzungen der Chef der Gruppe war.
1976 erschien ihr erstes Album In the Region of the Summer Stars, während der Punk die Rockszene aufmischte. Unbeirrt brachte The Enid bis 1980 drei weitere Alben heraus, doch der große kommerzielle Durchbruch blieb aus. Danach ging Pye Records, bei denen die Alben Nummer drei und vier erschienen waren, bankrott.
Godfrey und Stewart zogen sich daraufhin nach Suffolk zurück, wo sie das Lodge Recording Studio aufmachten. Zu ihren Kunden gehörte Kim Wilde, die 1981 ihr erstes Album und ihren Hit Kids in America mit The Enid als Band aufnahm.
1983 meldete sich The Enid als eigenständige Band zurück, nachdem Radiomoderator Tommy Vance Liveaufnahmen der Gruppe von 1979 auf Radio 1 gespielt hatte. Das Album Something Wicked This Way Comes war das erste Album der Band, das nicht nur instrumental eingespielt wurde. Außerdem hatten Godfrey und Stewart ein neues Finanzierungsverfahren entwickelt, eine Art Crowdfunding. Und sie gründeten ihr eigenes Label, auf dem sie ihre aktuellen Aufnahmen ebenso veröffentlichten wie ihre früheren, teilweise überarbeiteten Alben, aber auch Liveaufnahmen aus dem Jahr 1979 im Hammersmith Odeon. Daneben hatten sie auch ausgewählte andere Künstler wie Glen Baker und William Arkle als Kunden.
1988 erschien das Album The Seed and the Sower unter dem Namen „Godfrey and Stewart“, nicht mehr „The Enid“. Im November des Jahres gab es zwei Abschiedskonzerte, die als Final Noise veröffentlicht wurden. Danach arbeiteten Godfrey und Stewart an ihren jeweiligen Projekten getrennt weiter. Godfrey zog mit dem Lodge Studio nach Northamptonshire.
Doch bald schon begann Godfrey, mit neuen Bandstrukturen zu experimentieren. Als er eine dieser Newcomerbands „The Enid“ nannte, verbrannten enttäuschte Fans bei Auftritten ihre Enid-T-Shirts. Ein weiterer Bandname war „Come September“, unter dem auch einige Titel veröffentlicht wurden.
1994 war dann die Zeit reif: es erschien ein neues Enid-Album, Tripping the Light Fantastic, dem etliche weitere folgten.

## Diskografie

### Studioalben
- 1976: In the Region of the Summer Stars (BUK BULP 2014)
- 1978: Aerie Faerie Nonsense (EMI International INS 3012)
- 1979: Touch Me (Pye NSPH 18593)
- 1980: Six Pieces (Pye NH 116)
- 1983: Something Wicked This Way Comes (ENID 3)
- 1984: Live at Hammersmith (Vol 1) (aufgenommen 1979) (ENID 1)
- 1984: Live at Hammersmith (Vol 2) (aufgenommen 1979) (ENID 2)
- 1984: Aerie Faerie Nonsense (aufgenommen 1983) (ENID 6) – Neuausgabe des Albums von 1978
- 1984: In the Region of the Summer Stars 1984 (ENID 7) – Neuausgabe des Debütalbums
- 1985: The Spell (ENID 8)
- 1986: Salome (ENID 10)
- 1986: Lovers And Fools (Kompilation)
- 1988: The Seed and the Sower (von „Godfrey and Stewart“)
- 1988: Final Noise (Live-Album)
- 1994: Tripping the Light Fantastic
- 1995: Sundialer
- 1996: Anarchy on 45 (Kompilation)
- 1996: Members one of Another (Kompilation)
- 1996: Healing Hearts (Kompilation von Matthew Manning)
- 1997: White Goddess
- 1999: Tears of the Sun
- 2009: Arise and Shine (neu gemischte und neu aufgenommene Titel)
- 2010: Journey's End
- 2011: Arise and Shine Volume 2 – Risen (Neueinspielungen früher Aufnahmen)
- 2012: Arise and Shine Volume 3 – Shining (Neueinspielungen früher Aufnahmen)
- 2012: Live with The CBSO at Symphony Hall (Doppel-CD)
- 2012: Invicta

### Spezial- und Fanclubalben
- 1984: The Stand
- 1985: The Stand
- 1985: Fand (erweiterte Neueinspielung)
- 1986: Liverpool
- 1986: The Music of William Arkle
- 1986: The Enid at Hammersmith 17 October 1986 (Official Bootleg)
- 1987: The Enid at Hammersmith 30 October 1987 (Official Bootleg)
- 1987: Joined By The Heart
- 1987: Reverberations (Robert John Godfrey Solo recording)
- 1987: Inner Pieces (Kompilation)
- 1988: Inner Visions (Kompilation)
- 1991: The Story of The Enid (erzählt von Robert John Godfrey mit Musikeinspielungen)

### Singles
- 1976: „The Lovers“ / „In The Region Of Summer Stars“ (BUK 3002)
- 1977: „Jubilee“ / „Omega“ (EMI International INT 534) – nicht veröffentlicht
- 1977: „Golden Earrings“ / „Omega“ (EMI BUK INT 540)
- 1979: „Dambusters March“ / „Land Of Hope & Glory“ / „The Skyeboat Song“ (Pye 7P 106)
- 1980: „Fool“ (mit Malcolm Le Maistre) / „Tito“ (Pye 7P 187)
- 1980: „Golden Earrings“ / „665 The Great Bean“ (EMI 5109)
- 1980: „Heigh Ho“ / „Twinkle Little Star“ (Bronze BRO 134)
- 1981: „When You Wish upon a Star“ / „Jessica“ (Bronze BRO 127)
- 1982: „Then There Were None“ / „Letter From America“ (RAK 349)
- 1984: „Then There Were None“ / „Letter From America“ / „Raindown“ (PS, 12")
- 1986: „Itchycoo Park“ / „Sheets Of Blue“ (7": Sedition EDIT 3314) (12" - Sedition EDITL 3314)
- 1990: „Salome“ / „Salomee“ (7" - Enid ENID 7999) (12"- Enid ENID 6999)